# سكوني بن
سكوني بن (بالإنجليزية: Scoonie Penn)‏ مواليد 9 يناير 1977 في يونكيرس، هو لاعب كرة سلة أمريكي سابق. بدأ مسيرته الاحترافية في سنة 2000. تم اختياره من قبل فريق أتلانتا هوكس خلال الدرافت. يبلغ طوله 5 قدم 11 بوصة (1.8 م). حقق المركز الأول في الألعاب الجامعية الصيفية 1999. اعتزل اللعب في 2011.

## المسيرة الاحترافية
لعب مع فيرتوس روما في الدوري الإيطالي في موسم 2001–2002، ثم لعب مع فيكتوريا يبرتاس بيزارو في موسم 2004–2005، ثم لعب مع نادي أولمبياكوس لكرة السلة في موسم 2006–2007.

## روابط خارجية
- سكوني بن على موقع الدوري الأوروبي لكرة السلة (الإنجليزية)
- سكوني بن على موقع سبورتس رفرنس (الإنجليزية)
- سكوني بن على موقع كرة السلة الأوروبية.كوم (الإنجليزية)
- سكوني بن على موقع كلية كرة السلة في سبورتس رفرنس.كوم (الإنجليزية)
- سكوني بن على موقع ريلجم (الإنجليزية)
- سكوني بن على موقع بروبوليرز (الإنجليزية)
- سكوني بن على موقع سبورتس رفرنس (الإنجليزية)
- سكوني بن على موقع سبورتس رفرنس (الإنجليزية)
- سكوني بن على موقع سبورتس رفرنس (الإنجليزية)